# Le Fantôme de Zorro
Pour plus de détails, voir Fiche technique et Distribution.
Le Fantôme de Zorro (Ghost of Zorro) est un film à épisodes de Republic Pictures, réalisé par Fred C. Brannon en 1949. Il utilise beaucoup de stock-shot d'autres serials, incluant Le Fils de Zorro et Daredevils of the West (en). Il a été tourné à Chatsworth, à Los Angeles.

## Synopsis
1865, le télégraphe se dirige vers l'ouest. George Crane, souhaitant garder la loi et l'ordre hors de son territoire, cherche à stopper sa construction. L'un des principaux ingénieurs y travaillant est Ken Mason, le petit-fils de Zorro. Alors que Crane engagent des hommes pour stopper le travail, Mason découvre le rôle légendaire de son ancêtre.

## Fiche technique
- Titre original : Ghost of Zorro
- Titre français : Le Fantôme de Zorro
- Réalisation : Fred C. Brannon
- Scénario : Royal K. Cole, William Lively et Sol Shor
- Production : Republic Pictures
- Pays de production : États-Unis
- Format : Noir et blanc - 1,37:1 - Mono - 35 mm
- Genre : western
- Durée : 167 minutes (12 chapitres)
- Dates de sortie :
  - États-Unis : 24 mars 1949
  - France : 23 mai 1951

## Distribution
- Clayton Moore : Ken Mason / Zorro
- Pamela Blake : Rita White
- Roy Barcroft : Hank Kilgore
- George J. Lewis : Moccasin
- Eugene Roth : George Crane

## Production

### Tournage
Le film a été tourné entre le 11 janvier et le 2 février 1949 au Ranch Iverson en Californie. Son numéro de production était le 1702.

## Chapitres
1. Bandit Territory (20min)
2. Forged Orders (13min 20s)
3. Robber's Agent (13min 20s)
4. Victims of Vengeance (13min 20s)
5. Gun Trap (13min 20s)
6. Deadline at Midnight (13min 20s)
7. Tower of Disaster (13min 20s)
8. Mob Justice (13min 20s)
9. Money Lure (13min 20s)
10. Message of Death (13min 20s)
11. Runaway Stagecoach (13min 20s)
12. Trail of Blood (13min 20s)

Sources :,

## Accueil

### Nouvelle sortie
Le serial a été remonté en film de 69 minutes le 30 juin 1959.

## Produits dérivés
Le serial est adapté en roman-photos. Il sort le 23 janvier 1964 dans le no 135 du magazine Star Cine Aventures de l'éditeur italien Franco Bozzesi sous le titre L'ombre de Zorro,.